# Łaznów
Łaznów – wieś w Polsce położona w województwie łódzkim, w powiecie tomaszowskim, w gminie Rokiciny.
Do 1954 roku miejscowość była siedzibą gminy Łaznów. W latach 1954–1972 wieś należała i była siedzibą władz gromady Łaznów. W 1973 r. reaktywowano gminę Łaznów. W latach 1975–1998 miejscowość administracyjnie należała do województwa piotrkowskiego.
We wsi jest przystanek kolejowy Łaznów.

## Zabytki
Według rejestru zabytków Narodowego Instytutu Dziedzictwa na listę zabytków wpisane są obiekty:
- kościół parafialny pw. MB Różańcowej, drewniany, poł. XVIII w., nr rej.: 334 z 30.05.1967
- dzwonnica, drewniana, nr rej.: 380 z 30.05.1967
- zieleń wokół kościoła, nr rej.: 381 z 22.01.1987